# Caudal relicto
En Derecho sucesorio, el caudal relicto, masa hereditaria o acervo sucesorio es el conjunto de bienes, derechos y obligaciones, que forman el patrimonio del causante después de su fallecimiento y que será repartido en el proceso sucesorio. El término proviene del verbo latino relinquere que significa "dejar" o "abandonar".
Se puede distinguir un caudal íntegro, que comprende el activo (conjunto de bienes y derechos) y el pasivo (conjunto de deudas) del sujeto causante y un caudal líquido que es el que queda una vez deducidas las deudas del causante.